# Reservas de Mata Atlântica do Sudeste
As Reservas de Mata Atlântica do Sudeste constituem uma área natural protegida, localizada entre os estados de São Paulo e Paraná. Juntas, formam um dos vinte bens constantes da Lista do Patrimônio Mundial no Brasil.

## Unidades de Conservação
Contém originalmente 25 áreas de proteção da Mata Atlântica, totalizando 468 193 hectares (4 681,9 km2) de áreas protegidas:
- Estação Ecológica Juréia-Itatins
- Estação Ecológica Chauás
- Estação Ecológica de Guaraqueçaba
- Estação Ecológica da Ilha do Mel
- Estação Ecológica Xitué
- Estação Ecológica Guaraguaçu
- Parque Nacional do Superagüi
- Parque Estadual Campina do Encantado
- Parque Estadual Carlos Botelho
- Parque Estadual da Graciosa
- Parque Estadual da Ilha do Cardoso
- Parque Estadual das Lauráceas
- Parque Estadual de Jacupiranga (parte)
- Parque Estadual do Pau-Oco
- Parque Estadual Intervales
- Parque Estadual Pico do Marumbi
- Parque Estadual Roberto Ribas Lange
- Parque Estadual Turístico do Alto Ribeira
- Reserva Natural Salto Morato
- Área de Proteção Ambiental de Ilha Comprida
- Área de Proteção Ambiental de Serra do Itapitangui